# Alexander Sergejewitsch Nikolski

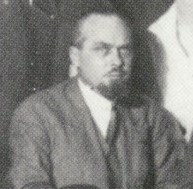
Nikolski auf der Ersten Konferenz der OSA, 1928.

Alexander Sergejewitsch Nikolski (russisch Александр Сергеевич Никольский; wiss. Transliteration Aleksandr Sergeevič Nikolskij); (* 20. Märzjul. / 1. April 1884greg. in Saratow; † 16. Juli 1953 in Leningrad) war ein russisch-sowjetischer Architekt des Konstruktivismus.

## Leben
Nikolski wurde 1884 in Saratow geboren. Sein Vater war Arzt.
1902 beendete er die Realschule in Sankt Petersburg und studierte von 1902 bis 1912 an der Architekturabteilung des Institutes für Zivilingenieure in Sankt Petersburg. Nach seinem Studium bereiste er ein Jahr Italien und die dortige historische Architektur.
Nikolski lehrte am Institut für Zivilingenieure und arbeitete als Gehilfe von W. Kossjakow und A. Bubyr am Entwurf und Bau verschiedener Gebäude in Sankt Petersburg, Tallinn u. a. Städten mit.
Nach der Oktoberrevolution im Jahre 1917 arbeitete er an dem Entwurf und Bau verschiedener Zivilgebäude der Eisenbahn. Ab 1920 arbeitete er erneut als Lehrer am Institut für Zivilingenieure. Auch während dieser Zeit verwirklichte er verschiedene Bauwerke. Anfang der Zwanziger Jahre stand er unter dem Einfluss des Kubofuturismus und der Arbeiten des Schiwskulptarch. Ab 1926 leitete er eine Entwurfswerkstatt für Architektur, deren Kollektiv zu einer Filiale der OSA in Leningrad wurde. Die dort entstandenen Entwürfe (eine Straßenbahnhaltestelle, ein Saal für öffentliche Versammlungen, ein Klub, ein Krematorium, ein Kino etc.) werden auch als „suprematistischer Konstruktivismus“ bezeichnet.
In den 1920er-Jahren baute er in Leningrad das Rundbad im früheren Rajon Lesnoi und das Uschakowskije-Bad Gigant an der Uliza Soi Kosmodemjanskoi sowie die Wohnhäuser an der Traktornaja-Straße (1925–1927 zusammen mit Alexander Iwanowitsch Gegello und Grigori Alexandrowitsch Simonow) und andere Gebäude. 1925 baute er die von Wassili Antonowitsch Kossjakow 1901–1906 gebaute sogenannte Putilow-Kirche im Stil des Konstruktivismus zum Klub des Roten Putilowarbeiters um. (Nach 1945 erfolgte ein weiterer Umbau im Stil des Sozialistischen Klassizismus.)
Nikolski nahm an diversen Wettbewerben teil, beispielsweise für das Telegrafenamt in Moskau 1925, am kollegialen Wettbewerb der OSA 1927 für ein Kommunehaus, am Gebäude des Tsentrosojuz 1928, dem Wettbewerb für den Palast der Sowjets (erster Durchgang) und anderen. Nikolski war Mitarbeiter der Zeitung der OSA, Sowremenaja architektura.
Von 1932 bis 1950 baute er das Kirow-Stadion (2006 abgerissen und durch einen Neubau ersetzt) in Leningrad. Nikolski war ab den 1930er-Jahren im Verband der sowjetischen Architekten aktiv. Während des Krieges leitete er Arbeiten zur Tarnung von Objekten in Leningrad. Zudem arbeitete er an einem Band von Zeichnungen der Stadt und entwarf mehrere Denkmäler und Triumphbögen.
Nikolski starb 1953 und wurde auf dem Wolkowo-Friedhof beerdigt.

## Bauten (Auswahl)

### Entwürfe
- 1925: Wettbewerbsentwurf für das Zentrale Telegrafenamt in Moskau
- 1927: Wettbewerbsentwurf für den kollegialen Wettbewerb der OSA für ein Kommunehaus
- 1928: Wettbewerbsentwurf für das Gebäude des Tsentrosojuz in Moskau
- 1928: Wettbewerbsentwurf für eine Bibliothek in Leningrad
- 1928: Wettbewerbsentwurf für die Leninbibliothek in Moskau
- 1931: Wettbewerbsentwurf für den Palast der Sowjets (1. Durchgang)[1]

### Ausgeführte Bauten
- Dampfbad in Lesnoje (bei Leningrad)
- Dampfbad in der Uschakowskaja-Straße, Leningrad
- Schule in Lesnoje (bei Leningrad)
- Schule auf der Statschek-Straße, Leningrad
- 1925–27: Wohnkomplex an der Traktornaja Uliza
- 1925 bis 1927 oder 1929: Serafimowski-Wohnkomplex, Leningrad
- Arbeiterklub der Putilow-Werke, Leningrad
- Arbeiterklub der Schiffswerft, Leningrad
- Sportstadion „Roter Putilowarbeiter“, Leningrad
- Sportstadion „Rote Sportinternationale“, Leningrad
- 1932–50: Kirow-Stadion, Leningrad

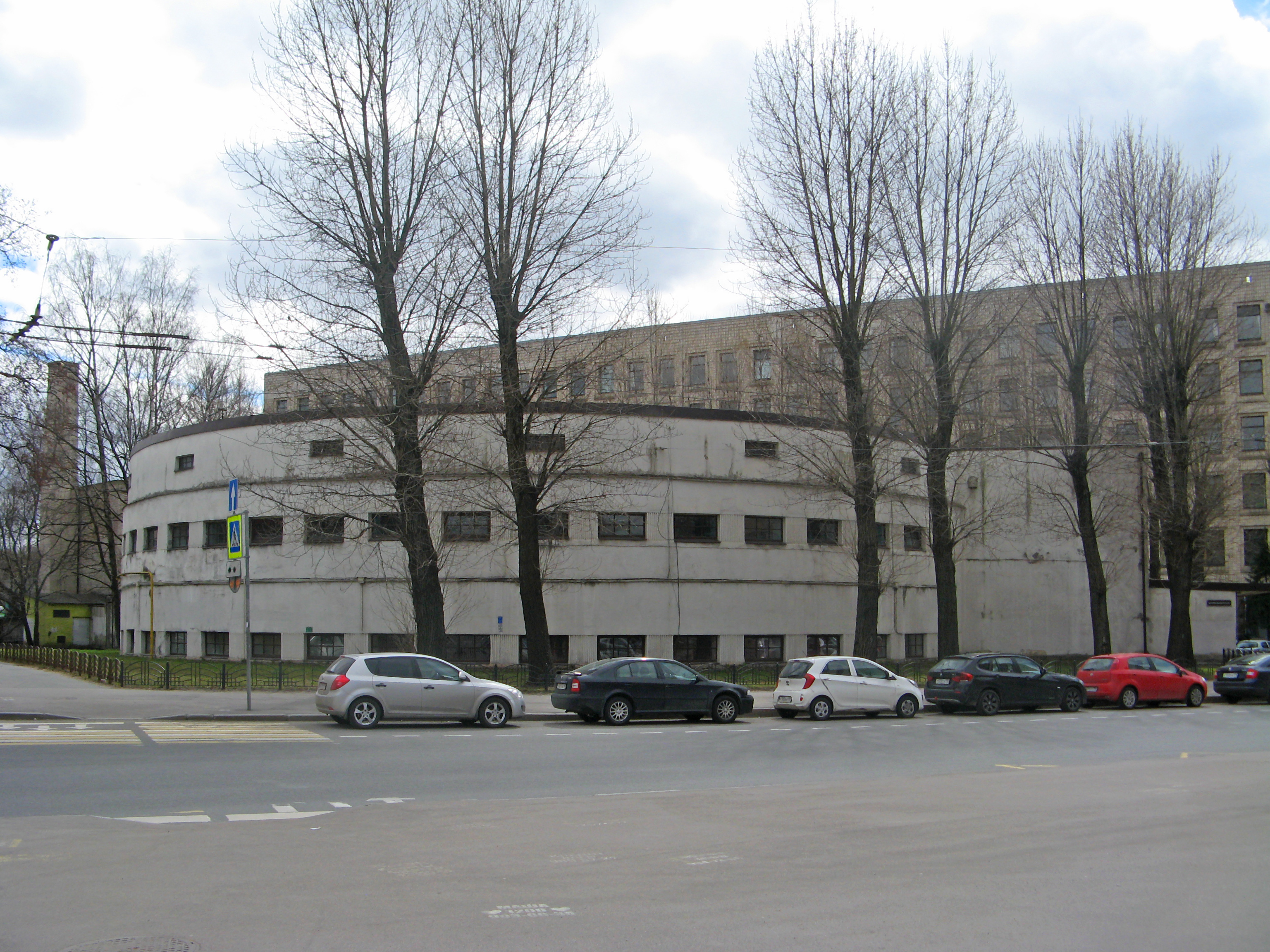
Lesnoi-Rundbad, Uliza Karbyschewa 29a, St. Petersburg
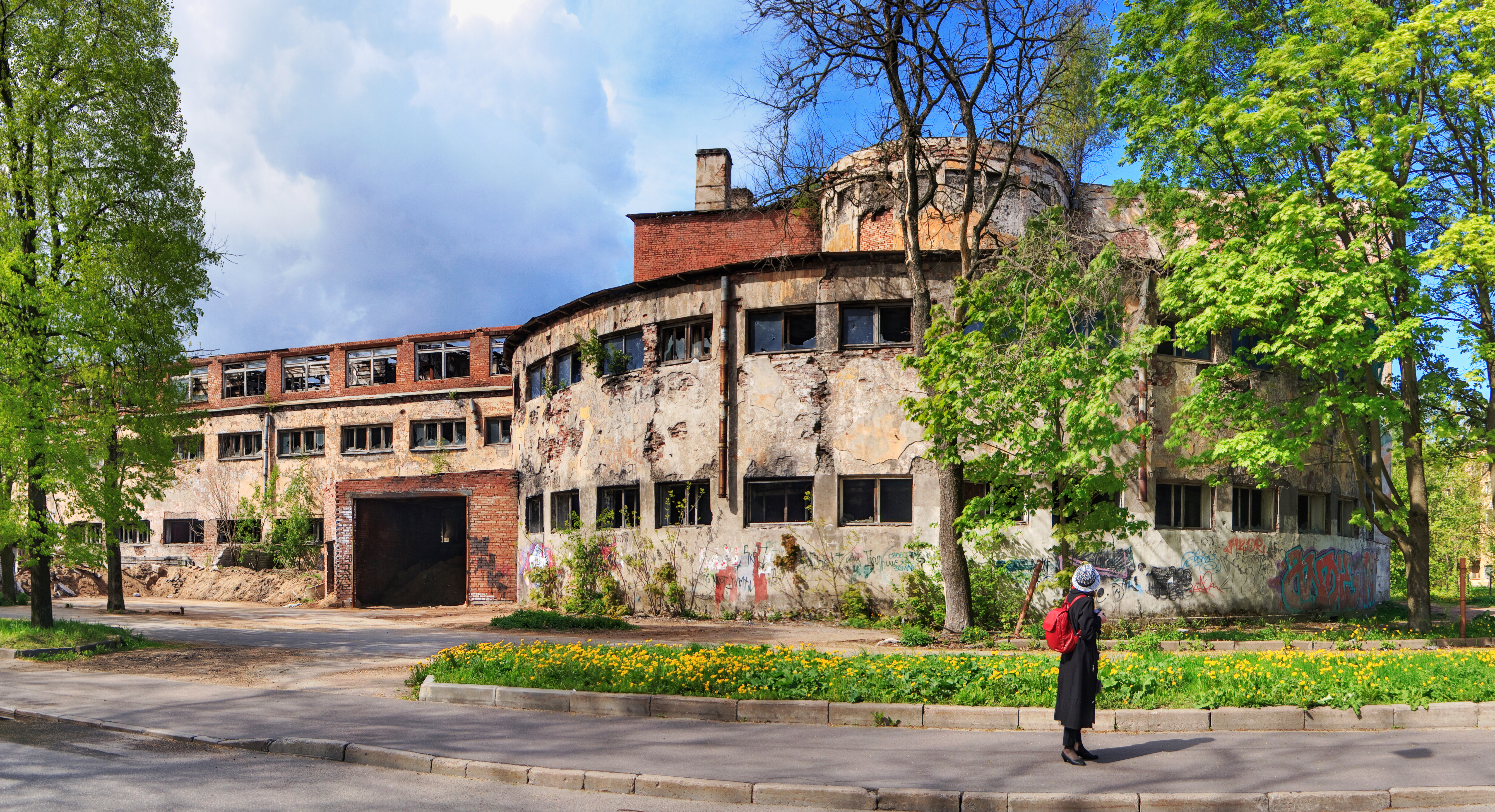
Badehaus Gigant, Uliza Soi Kosmodemjanskoi, St. Petersburg
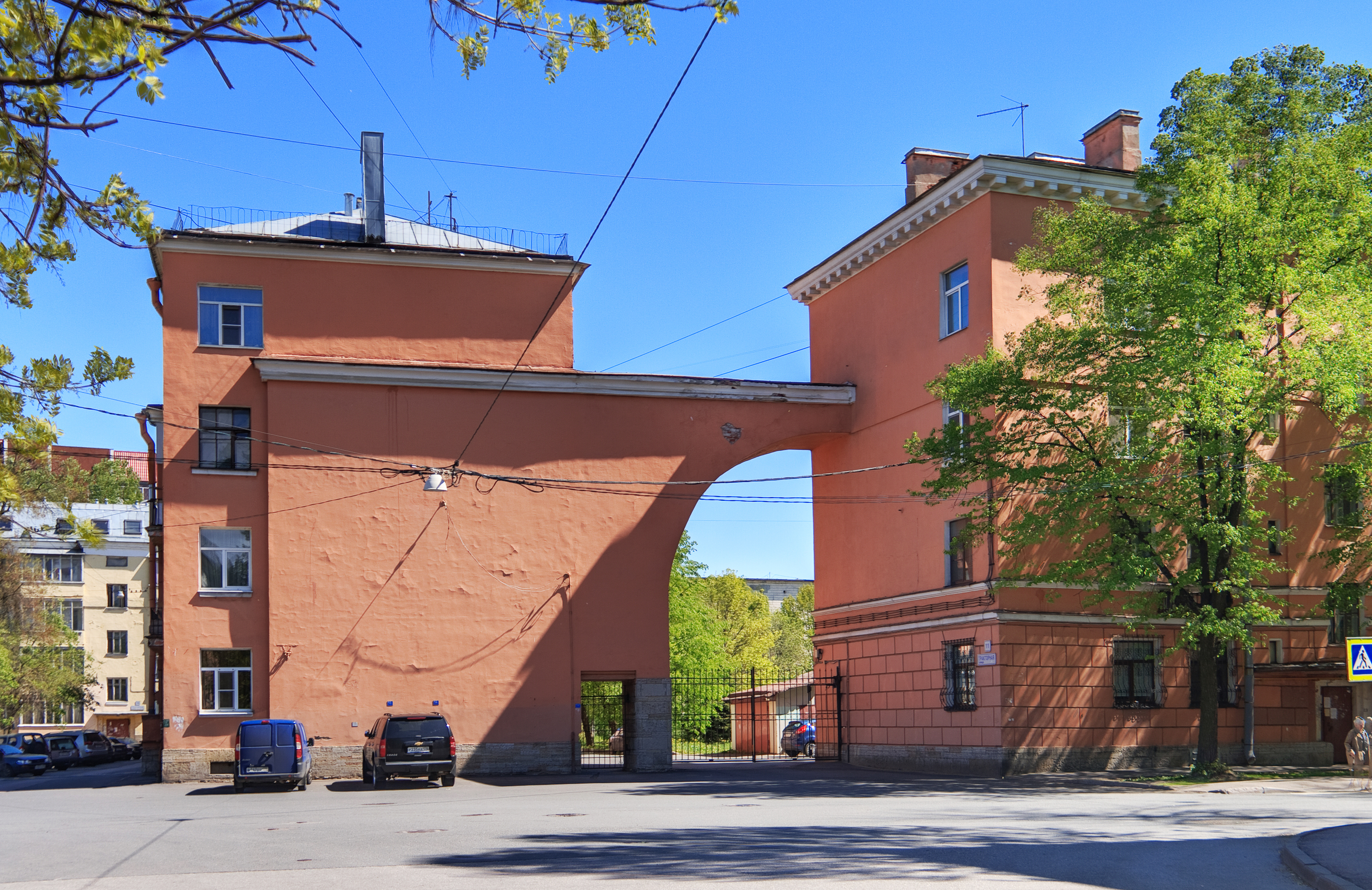
Traktornaja Uliza 11, St. Petersburg
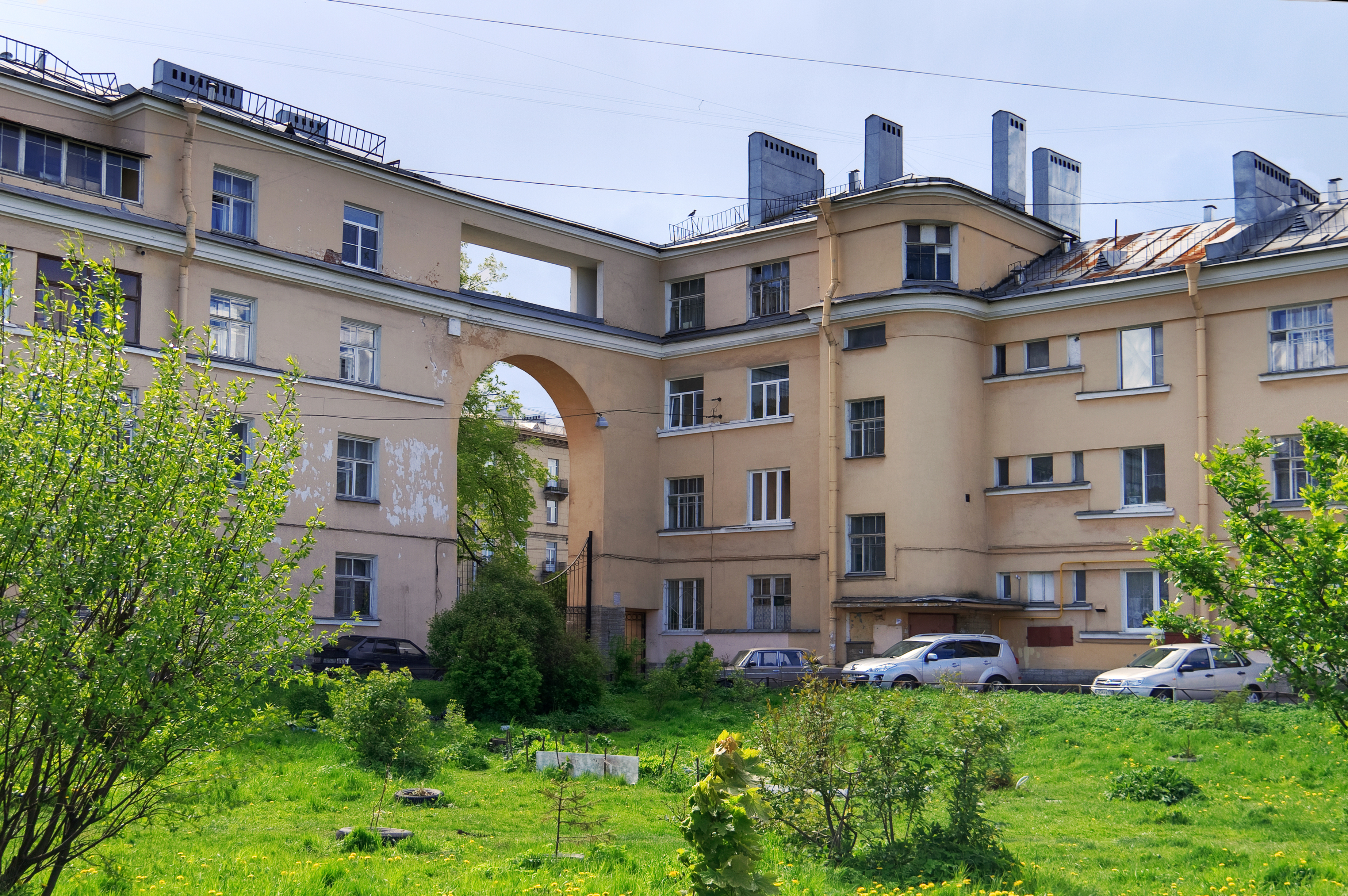
Serafinowski-Wohnkomplex, Prospekt Statschek 31, St. Petersburg
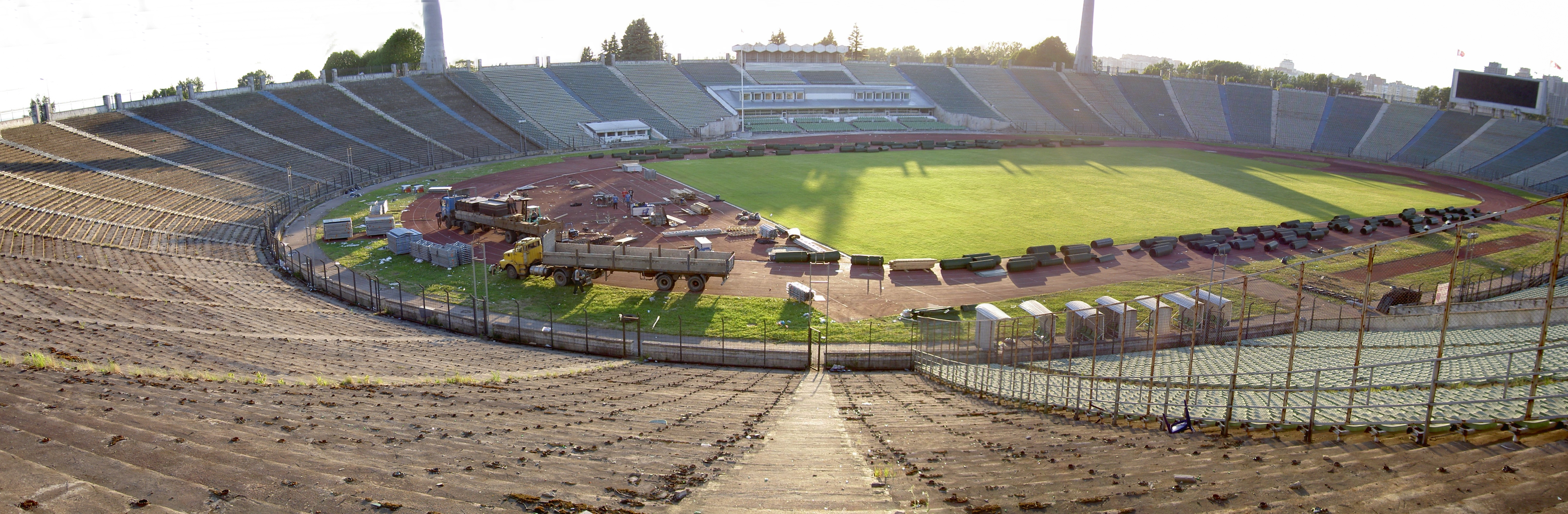
Kirow-Stadion, St. Petersburg

## Schriften (Auswahl)
- Vortrag über den Neubau von Schulen auf der Ersten Konferenz der OSA. In: SA. Nr. 4. Moskau 1928, S. 114. Deutsche Übersetzung (gekürzt) in: Selim O. Chan-Magamedow: Pioniere der sowjetischen Architektur. VEB Verlag der Kunst, Dresden 1983, S. 583–584.
- Die natürliche Beleuchtung der Innenräume. In: SA. Nr. 2. Moskau 1929, S. 37. (im Original russisch). Deutsche Übersetzung (gekürzt) in: Selim O. Chan-Magamedow: Pioniere der sowjetischen Architektur. VEB Verlag der Kunst, Dresden 1983, S. 584.
  - Im Deutschland erschienen in Wasmuths Monatshefte für Baukunst 1926, Nr. 4.
- Aus der Arbeit meiner Werkstatt. In: Akademija architektury. Nr. 1/2, 1934, S. 92–93. (im Original russisch). Deutsche Übersetzung (gekürzt) in: Selim O. Chan-Magamedow: Pioniere der sowjetischen Architektur. VEB Verlag der Kunst, Dresden 1983, S. 584.
- Schöpferische Rechenschaftslegung. In: Architektura SSSR. Nr. 4, 1935, S. 52. (im Original russisch). Deutsche Übersetzung (gekürzt) in: Selim O. Chan-Magamedow: Pioniere der sowjetischen Architektur. VEB Verlag der Kunst, Dresden 1983, S. 584.

## Auszeichnungen
- 1951: Stalinpreis